# Hasanbegovići
Hasanbegovići, bogata obitelj muslimanskih zemljoposjednika u Hercegovini, iz Avtovca (izvorno Havtovac). Potomci su Osman-paše Kazanca (Hercegovca), bosanskog valije 1683. godine, kao i Pašići iz susjednih Mulja. U susjednoj katastarskog općini Samobor je jedan veliki kompleks zemljišta imena "Hasanbegovića dolina". Hasanbegovići se uz ostale stare muslimanske obitelji ovog kraja spominju u narodnim pjesmama, karakteristična čestog stiha "Od Havtovca Hasanbegovića...".
Hasan-beg Hasanbegović je doselio u Avtovac 1684. iz Kazanaca kada ih je Bajo Pivljanin popalio pa su odandje izbjegli svi muslimani. Prva su muslimanska obitelji koja se je naselila krajem 17. stoljeća u Avtovcu i čiji potomci i danas ondje žive. U Avtovcu su džamija i mekteb koje su zadužbine najstarijeg sina kazanačkog paše Hasan-bega Hasanbegovića. Imali su i kulu, koju je sagradio Bešir-aga Hasanbegović koji je živio u Avtovcu krajem 18. i početkom 19. stoljeća. Njegovom kćeri Čelebijom bio je oženjen gatačko-pivski muselikm Smail-aga Čengić. U haremu džamije većinom su pokopavani umrli pripadnici obitelji Hasanbegovića. Džamija je iz 1690. godine. Ne zna se točan vakif. Prema jednoj priči, umro je u prvoj polovini 18. stoljeća te pokopan u haremu kod džamije. Drugo predanje kaže da je Murat-beg bio vakif i da je on sagradio džamiju i mekteb ostalim Hasanbegovićima. Dužnosti u ovom vakufu vršili su do konca 19. stoljeća vakifovi potomci, a zadnji je bio Ali ef. mula Dervo Hasanbegović.

## Vanjske poveznice
- Academia.edu Husnija Kamberović: Begovski zemljišni posjedi u Bosni i Hercegovini od 1878. do 1918. godine